# Culicoides sanguisuga
Culicoides sanguisuga är en tvåvingeart som först beskrevs av Daniel William Coquillett 1901.  Culicoides sanguisuga ingår i släktet Culicoides och familjen svidknott. Inga underarter finns listade i Catalogue of Life.